# Anahita fauna
Anahita fauna är en spindelart som beskrevs av Karsch 1879. Anahita fauna ingår i släktet Anahita och familjen Ctenidae. Inga underarter finns listade i Catalogue of Life.

## Bildgalleri

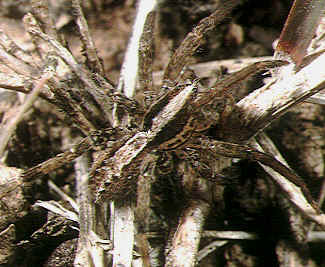